# Adagio in d-mineur
Het Adagio in d mineur voor strijkkwartet (JS12) is een compositie van Jean Sibelius.
Jean Sibelius is in het begin nogal slordig met het afwerken van composities. Er liggen talloze schetsen klaar, maar ze worden er pas (veel) later in definitieve vorm omgezet en uitgegeven.
Het Adagio in d mineur is zo’n werk. Het is gecomponeerd toen Sibelius na een cursusjaar in Berlijn bij Albert Becker terugkwam in Finland. In tegenstelling tot de vrijheid op het Helsinki Muziek Instituut was het beleid/regime in Berlijn rigide. Dat had tot gevolg dat hij gedurende dat seizoen 1889/1890 bijna geen composities heeft voltooid.     
De compositie van 12 minuten is stemmig, maar klinkt nog niet zo zwaar als zijn latere werken.
Sommigen herkennen in dit Adagio al een ontwerp voor het derde deel voor zijn Strijkkwartet in Bes majeur opus 4, dat niet veel later werd opgeleverd. Deze mening wordt versterkt door het gevoel, dat deze compositie eigenlijk geen fatsoenlijk eind kent; het lijkt geschreven te zijn voor een vervolg.

## Bron en discografie
Uitgave Bis Records: het Tempera Quartet.